# Bharatiya Jana Sangh
Die Bharatiya Jana Sangh (BJS, Hindi भारतीय जन संघ, „Indische Volksvereinigung“), häufig in Kurzform Jana Sangh oder Jan Sangh genannt, war eine politische Partei in Indien, die von 1951 bis 1974 existierte. Politisch gehörte sie in das konservative „hindu-nationalistische“ Spektrum. Die BJS ist die direkte Vorläuferin der 1980 gegründeten heutigen indischen Regierungspartei Bharatiya Janata Party (BJP).

## Geschichte

### Ideologische Vorläufer
Die Bharatiya Jana Sangh hatte zwei ideologische Vorläufer: die 1915 gegründete Akhil Bharatiya Hindu Mahasabha (ABHM, „Gesamtindische Hindu-Großversammlung“, kurz „Hindu Mahasabha“) und den 1926 gegründeten Rashtriya Swayamsevak Sangh (RSS, „Nationale Freiwilligenorganisation“). Beide Organisationen waren im damaligen Britisch-Indien gegründet worden und hatten eine Stärkung des Hindu-Selbstbewusstseins und die Vertretung von Hindu-Interessen zum Ziel. Während die ABHM sich in den 1930er Jahren zur politischen Partei wandelte, die später zum Teil auch an Koalitionsregierungen in den Provinzen Britisch-Indiens beteiligt war, konzentrierte sich der RSS während der gesamten Kolonialzeit auf die ideologische und spirituelle Schulung und Charakterbildung sowie auf soziale Aktivitäten in der Hindu-Gemeinschaft und lehnte die Beteiligung an der Tagespolitik ab. Nach der Ermordung Mohandas Karamchand Gandhis 1948 durch den militanten Hindu Nathuram Godse gerieten ABHM und RSS in starken öffentlichen Misskredit. Der ABHM konnte zwar keine direkte Verwicklung in den Mord nachgewiesen werden, jedoch war auffällig, dass alle an der Planung der Mordtat Beteiligten, einschließlich Godses, zuvor Verbindungen zur ABHM gehabt hatten. Die ABHM wurde unter verschärfte Beobachtung der Regierung gestellt. Noch stärker wurde der RSS getroffen, der als Organisation für ein Jahr ganz verboten wurde.
Nach der Wiederzulassung des RSS 1949 gab es innerhalb desselben eine starke Tendenz insbesondere unter jüngeren Mitgliedern, den RSS politisch aktiv werden zu lassen. Die ideologisch verwandte ABHM galt nicht als Alternative, da sie als ineffizient organisierte Partei, die von alten, wenig aktiven, uninspirierenden Männern geführt wurde, gesehen wurde. Zwei Personen im RSS machten sich angesichts der anstehenden ersten gesamtindischen Parlamentswahl 1951–1952 prominent dafür stark, eine neue Partei zu gründen, die hindu-nationalistisches Gedankengut vertreten und deren Personal im Wesentlichen aus RSS-Mitgliedern rekrutiert werden sollte. Dies waren Balraj Madhok und Keval Malkani, die beide in Veröffentlichungen ein provisorisches Parteiprogramm entwarfen.

### Der Weg zur Parteigründung: Mukherjee

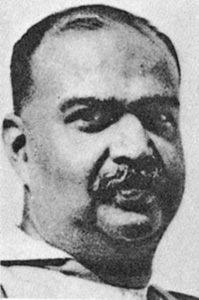
Syama Prasad Mukherjee, der Parteigründer

Bei der Gründung der Bharatiya Jana Sangh im Jahr 1951 trafen gewissermaßen eine „Partei ohne Parteiführer“ (der RSS) auf einen „Parteiführer ohne Partei“. Dieser „Parteiführer ohne Partei“ war Syama Prasad Mukherjee. Mukherjee war ein bengalischer Anwalt und Politiker. Mitte der 1930er Jahre war er Mitglied der ABHM geworden und später einige Zeit Minister in einer Koalitionsregierung der Provinz Bengalen gewesen. Nach der Unabhängigkeit am 15. August 1947 ernannte Jawaharlal Nehru ihn, der als fähiger Verwaltungsjurist bekannt war, zum Minister für Industrie im Kabinett der indischen Übergangsregierung. Nach der Ermordung Gandhis 1948, bei der Mukherjee nie im Verdacht stand etwas damit zu tun zu haben, verblieb er zunächst in der ABHM, deren Vizepräsident er zu dieser Zeit war. Er versuchte, die ABHM dazu zu bewegen, sich für andere gesellschaftliche Gruppen zu öffnen und ihre engen kommunalistischen Standpunkte aufzugeben. Dies gelang ihm jedoch nicht und im Dezember 1948 verließ er die ABHM. In der folgenden Zeit geriet er in Konflikt mit Nehru. Der Grund des Zerwürfnisses lag in der Situation in Bengalen, der Heimat Mukherjees. Bengalen war unmittelbar von der Teilung Indiens betroffen. Der überwiegend muslimische Ost-Teil wurde als Ostpakistan (heute Bangladesch) abgespalten, während Westbengalen bei Indien verblieb. Kurz nach der Teilung fanden pogromartigen Ausschreitungen gegen die jeweiligen religiösen Minderheiten statt, bei denen Zehntausende Hindus und Muslime starben. In den Jahren nach der Teilung kam es zu einem anhaltenden Massenexodus von Hunderttausenden bengalischer Hindus aus Ostpakistan, die über massive Diskriminierung und Verfolgung durch die Muslim-Mehrheit klagten, nach Indien. Mukherjee war vom Elend seiner Landsleute tief getroffen und forderte eine aktivere Rolle und Parteinahme der indischen Regierung für die Interessen der Hindus in Ostpakistan.
Am 8. April 1950 schloss Nehru mit dem pakistanischen Premierminister Liaquat Ali Khan das sogenannte Liaquat–Nehru-Abkommen, in dem vereinbart wurde, dass Flüchtlinge in ihr Heimatland zurückkehren und ihr Hab und Gut frei veräußern dürften und dass künftig Minderheiten besser geschützt werden sollten. Noch am Tag der Vertragsunterzeichnung trat Mukherjee, der eine wesentlich härtere Gangart gegenüber der pakistanischen Regierung, die er für das Flüchtlingselend verantwortlich machte, gefordert hatte, von seinem Ministeramt zurück. Der Rücktritt Mukherjees wurde von RSS-Mitgliedern und -Sympathisanten, die das Abkommen ebenfalls ablehnten, begrüßt. Nach seinem Rücktritt begab sich Mukherjee auf Reisen durch ganz Indien und führte vielfache politische Gesprächen mit RSS-Mitgliedern. Als Ergebnis davon gelangte er zu der Ansicht, dass die Zeit reif sei, eine neue politische Partei zu gründen. Am 5. Mai 1951 gab er in Kalkutta die Gründung einer „Volkspartei“ bekannt und skizzierte deren Programm in acht Punkten: (1) Einheit Indiens, (2) Gegenseitigkeit statt Appeasement gegenüber Pakistan, (3) eine unabhängige Außenpolitik „im Eigeninteresse Indiens“, (4) Wiedergutmachung gegenüber den Flüchtlingen und „geeignete Kompensationen seitens Pakistans“, (5) dezentralisierte Industrien und Steigerung der Güterproduktion, insbesondere von Nahrungsmitteln und Textilien, (6) Entwicklung einer gesamtindischen Nationalkultur, (7) gleiche Rechte für alle Bürger und Hebung der unterprivilegierten Kasten, (8) Angleichung der Grenzen Westbengalens zu Bihar. Weitere lokale Gründungen von Landesverbänden folgten im Laufe des Jahres: am 27. Mai in Jullundur für Delhi, Punjab, P.E.P.S.U. und Himachal Pradesh, am 2. September in Indore für Madhya Pradesh, am 2. Oktober in Satna für Vindhya Pradesh, am 13. Oktober für Rajasthan-Ajmer und am 13.–14. Oktober in Patna für Bihar.
Am 21. Oktober 1951 trafen sich Vertreter dieser „Landesverbände“ in Delhi und vereinigten sich offiziell zur ‚Bharatiya Jana Sangh‘ (BJS) als landesweite indische Partei.

## Die ersten Wahlen 1951–1952 und die Zeit danach

### Die Wahlen 1951–1952
| Staat             | Lok Sabha | Lok Sabha | Lok Sabha      | Parlament d. Bundesstaats | Parlament d. Bundesstaats | Parlament d. Bundesstaats |
| Staat             | Sitze     | Gewinn    | Stimmen (in %) | Sitze                     | Gewinn                    | Stimmen (in %)            |
| ----------------- | --------- | --------- | -------------- | ------------------------- | ------------------------- | ------------------------- |
| A-Staaten         |           |           |                |                           |                           |                           |
| Assam             | 12        | 0         | 3,64           | 105                       | 0                         | 0,29                      |
| Bihar             | 55        | 0         | 0,4            | 330                       | 0                         | 1,18                      |
| Bombay            | 45        | –         | –              | 315                       | 0                         | 0,04                      |
| Madhya Pradesh    | 29        | 0         | 4,94           | 232                       | 0                         | 3,58                      |
| Madras            | 75        | –         | –              | 375                       | 0                         | 0,04                      |
| Orissa            | 20        | –         | –              | 140                       | –                         | –                         |
| Punjab            | 18        | 0         | 5,6            | 126                       | 0                         | 5,56                      |
| Uttar Pradesh     | 86        | 0         | 7,29           | 430                       | 2                         | 6,45                      |
| Westbengalen      | 34        | 2         | 5,94           | 238                       | 9                         | 5,58                      |
| B-Staaten         |           |           |                |                           |                           |                           |
| Hyderabad         | 25        | –         | –              | 175                       | 0                         | 0,04                      |
| Madhya Bharat     | 11        | 0         | 9,65           | 99                        | 4                         | 9,74                      |
| Mysore            | 11        | 0         | 4,16           | 99                        | 0                         | 2,26                      |
| P.E.P.S.U.        | 5         | 0         | 2,94           | 60                        | 2                         | 3,23                      |
| Rajasthan         | 20        | 1         | 3,04           | 160                       | 8                         | 5,93                      |
| Saurashtra        | 6         | –         | –              | 60                        | 0                         | 0,46                      |
| Travancore-Cochin | 12        | –         | –              | 108                       | –                         | –                         |
| C-Staaten         |           |           |                |                           |                           |                           |
| Ajmer             | 2         | 0         | 16,2           | 30                        | 3                         | 11,95                     |
| Bhopal            | 2         | –         | –              | 30                        | 0                         | 4,92                      |
| Bilaspur          | 1         | –         | –              | –                         | –                         | –                         |
| Coorg             | 1         | –         | –              | 24                        | –                         | –                         |
| Delhi             | 4         | 0         | 25,92          | 48                        | 5                         | 21,9                      |
| Himachal Pradesh  | 2         | 0         | 10,72          | 36                        | 0                         | 3,35                      |
| Kachchh           | 2         | –         | –              | –                         | –                         | –                         |
| Manipur           | 2         | –         | –              | –                         | –                         | –                         |
| Tripura           | 2         | 0         | 6,14           | –                         | –                         | –                         |
| Vindhya Pradesh   | 4         | 0         | 12,71          | 60                        | 2                         | 9,88                      |
| Gesamt            | 400       | 3         | 3,06           | 3280                      | 35                        | 1,07                      |
| 1. 2.             |           |           |                |                           |                           |                           |

Schon kurz nach ihrer Gründung befand sich die neue Partei im Wahlkampf bei den ersten landesweiten Wahlen zum gesamtindischen Parlament (der Lok Sabha) und den Parlamenten der indischen Bundesstaaten, die von Oktober 1951 bis Februar 1952 abgehalten wurden. Bei den Wahlen konnte sich die BJS auf die Organisationsstrukturen des RSS stützen. Schwerpunkte der Partei waren die Bundesstaaten Madhya Pradesh, Madhya Bharat, Uttar Pradesh und Punjab. In ihrem am 29. Oktober 1951 veröffentlichten Wahlmanifest beschwor die Partei die Einheit Indiens und lehnte den Säkularismus ab, da dieser nur ein „Euphemismus für Appeasement gegenüber den Muslimen“ sei. Wirtschaftspolitisch gab es nur allgemeinere Aussagen (Steigerung der Produktion, Mechanisierung der Landwirtschaft etc.) und auch hinsichtlich einer Landreform äußerte sich die Partei vorsichtig-zurückhaltend. Das Programm sprach sich grundsätzlich für ein privatwirtschaftliches System aus und gegen ausgedehnte Staatsbetriebe oder staatliche Lenkungen. Die indische Industrie sollte durch Zollschranken gegen „unfaire ausländische Konkurrenz“ geschützt werden. Der Import von Luxusgütern sollte besteuert, der Import von Kapitalgütern dagegen erleichtert werden. In Indien sollte Hindi in Devanagari-Schrift als landesweite Nationalsprache eingeführt werden. Auch andere indische Sprachen sollten in Devanagari geschrieben werden. Die Erziehung sollte ein Schwerpunkt der staatlichen Arbeit werden, wobei Sanskrit-Studium und (modernisierte) Ayurveda-Medizin eine spezielle staatliche Förderung erfahren. Die außenpolitischen Aussagen im Programm fokussierten sich auf Pakistan und Jammu und Kashmir. Solange Pakistan ein separater Staat sei, müsse diesem gegenüber eine Politik der Gegenseitigkeit und nicht des Appeasements verfolgt werden. Letztlich sei das Ziel einer „Wiedervereinigung“ Indiens mit Pakistan zu verfolgen. Dies müsse auch im Interesse der Muslime in Pakistan sein, die genauso unter den Massenvertreibungen gelitten hätten. Andererseits sprach das Parteimanifest in kritischen Worten von der muslimischen Minderheit in Indiens, dass diese immer noch eine gewisse Distanz zum indischen Staat (Bharat) bewahrt hätten. Sie seien frei, ihren muslimischen Glauben zu praktizieren, jedoch müssten sie sich an die indischen Gepflogenheiten anpassen.
Bei den Wahlen kam es zu einigen Wahlabsprachen zwischen Jan Sangh und kleineren lokalen Parteien. Ein größeres Wahlbündnis mit den anderen beiden größeren hindunationalistischen Gruppierungen, Ram Rajya Parishad und Hindu Mahasabha kam nicht zustande. In den Bundesstaaten Bombay, Madras, Orissa, Manipur, Travancore-Cochin, Bhopal, Hyderabad, Saurashtra, Coorg und Kachchh stellte die BJS keine Kandidaten zur Lok-Sabha-Wahl auf (zum Teil aber Kandidaten für die lokalen Parlamente). Um nicht gegen die Ganatantra Parishad anzutreten, mit der die Jana Sangh eine Vereinigung anstrebte, stellte die Partei bis 1962 keine Kandidaten bei Wahlen in Orissa auf. Zentrale Persönlichkeit auf Seiten der Jan Sangh im anschließenden Wahlkampf war Mukherjee, der seine Aktivitäten vor allem auf Westbengalen, Uttar Pradesh und Punjab konzentrierte. Die Jan Sangh wurde im Wahlkampf scharf von Nehru attackiert, der die Partei als kommunalistische, reaktionäre Organisation, die von ehemaligen Fürsten finanziert sei, bezeichnete.
Das Wahlergebnis war eine Enttäuschung für die Jan Sangh. Mit 3,06 % der Stimmen bei der landesweiten Wahl gewann sie gerade eben genug Stimmen, um weiterhin als „nationale Partei“ durch die Indische Wahlkommission anerkannt zu bleiben (die Schranke lag bei 3,0 % Wählerstimmen) und damit ihr Wahlsymbol, das Öllämpchen (Deepak) weiter landesweit für sich reservieren zu dürfen. Stark benachteiligt durch das geltende relative Mehrheitswahlrecht konnten sich nur in drei Wahlkreisen Kandidaten der Jan Sangh durchsetzen, darunter Mukherjee im Wahlkreis Calcutta South East.

### Tod Mukherjees und Versuch einer Vereinigung mit der Hindu Mahasabha
Nach der Wahlniederlage kam es zu Verhandlungen zwischen Jan Sangh und anderen Oppositionsparteien. Im Juni 1952 bildete sich nach einer Konferenz unter dem Vorsitz von Mukherjee eine neue Gruppierung aus Parlamentsabgeordneten verschiedener Parteien, die „Nationaldemokratische Partei“ (National Democratic Party). Ihr gehörten Abgeordnete von Jan Sangh, Hindu Mahasabha, Akali Dal, Ganatantra Parishad, Commonweal Party und Tamil Nadu Toilers Party (letztere beide Regionalparteien aus Madras) und mehrere unabhängige Abgeordnete an. Im Jahr 1953 agitierten Hindu Mahasabha, Ram Raja Parishad und Jan Sangh gemeinsam für eine weitergehende Integration Jammu und Kashmirs in Indien. In der Absicht, die Integration des mehrheitlich muslimischen Jammu und Kashmir nach Indien zu erleichtern, hatte Premierminister Nehru dem Regierungschef Kaschmirs Mohammed Abdullah große Zugeständnisse gemacht, die den Hindunationalisten viel zu weit gingen. Diese forderten eine vollständige Integration Jammu und Kashmirs in Indien als regulärer Bundesstaat. Beim Versuch, nach Jammu und Kashmir ohne die erforderliche Genehmigung einzureisen wurde Mukherjee verhaftet und verstarb wenig später am 23. Juni 1953 überraschend im Gefängnis. Als Todesursache wurde eine Lungenentzündung angegeben. Durch den Tod ihres bekanntesten politischen Führers rückten die drei hindunationalistischen Parteien enger zusammen und es kamen Pläne auf, die Jan Sangh mit der Hindu Mahasabha zu vereinigen, jedoch zerschlugen sich diese Konzepte im Laufe des Jahres 1953, sehr zum Bedauern des Mahasabha-Führers Nirmal Chandra Chatterjee, der ein enger Freund Mukherjees gewesen war.
Für die Jan Sangh war der überraschende Tod ihres Parteiführers Mukherjee ein Desaster. Mukherjee war die einzige landesweit bekannte Persönlichkeit der Partei gewesen, und eine der ganz wenigen Personen, die es vom Format her mit den Führern der Kongresspartei, insbesondere Jawaharlal Nehrus aufnehmen konnte. Nach Mukherjees Tod wurde Mauli Chandra Sharma Parteipräsident der Jan Sangh. Schon am 3. November 1954 trat Sharma von diesem Amt zurück mit der Begründung, dass die Partei mittlerweile zu sehr vom RSS dominiert sei. Sharma wurde später aus der Partei ausgeschlossen. Eine Welle von Parteiaustritten und -ausschlüssen folgte. Letztlich führte dies dazu, dass die Organisationsstruktur der Jan Sangh deutlich disziplinierter und gestraffter wurde. In den Jahren 1952–57 bekämpfte die Partei intensiv die von Nehru eingebrachten Hindu Code bills zur Kodifizierung und Reform des Hindu-Privatrechts und unterstützte andererseits die Reorganisation der Bundesstaaten nach sprachlichen Kriterien, die im States Reorganisation Act 1956 umgesetzt wurde.

## Die Jahre 1957 bis 1977
Bei der zweiten gesamtindischen Parlamentswahl 1957 kam es nicht zu landesweiten Allianzen mit anderen Parteien. Die Jan Sangh konnte ihren Stimmenanteil merklich steigern (von 3,06 auf 5,93 %) und gewann 4 statt zuvor 3 Wahlkreise. Ähnliches galt auch für die Wahlen zu den Parlamenten der Bundesstaaten. Einer der vier gewählten BJS-Lok-Sabha-Abgeordneten war Atal Bihari Vajpayee, der 1957–1962 Sprecher der BJS-Parlamentsgruppe war.
Die Jan Sangh opponierte gegen die von Akali-Dal-Politikern betriebene Teilung des Bundesstaats Punjab in einen Panjabi- und einen Hindi-sprachigen Teil, da sie dadurch die von ihr angenommene Einheit von Hindus und Sikhs gefährdet sah. Außenpolitisch sah die Partei weiterhin Pakistan als Hauptgefahr für Indien an und bekämpfte sowohl das im Oktober 1958 projektierte Abkommen zwischen dem pakistanischen Premierminister Feroz Khan Noon und Jawaharlal Nehru 1958 (das nie in Kraft trat), als auch das indisch-pakistanische Abkommen über die Wasserressourcen im Indus-Stromgebiet vom 19. September 1960. Hinsichtlich der Volksrepublik China nahm die Jan Sangh anfänglich einen vorsichtig-positiven Standpunkt ein, obwohl sie die kommunistische Ideologie strikt ablehnte. Die chinesische Besetzung Tibets wurde allerdings besonders deutlich von ihr verurteilt. Mit der Eskalation der Spannungen um die indisch-chinesischen Territorialkonflikte in Ladakh nahm die Jan Sangh ab spätestens 1957 eine zunehmend anti-chinesische Haltung ein. Innenpolitisch wurde der Partei immer wieder vorgeworfen, in kommunalistische Konflikte involviert zu sein, bzw. diese angeheizt zu haben.
Bei der gesamtindischen Parlamentswahl 1962 gewann die BJS erneut leicht hinzu und kam auf 6,44 % der Stimmen und steigerte die Zahl ihrer Parlamentsabgeordneten von 4 auf 14. Auch bei den Wahlen zu den Bundesstaatsparlamenten konnte sie ihren Stimmenanteil erhöhen. Die BJS war bei dieser Wahl nicht mehr die einzige große konservative Oppositionspartei, da 1959 die Swatantra-Partei gegründet worden war. Bei der anschließenden Parlamentswahl 1967 erlitt die Kongresspartei deutliche Verluste und wurde erstmals zur Minderheitspartei in vielen Bundesstaaten reduziert. Dem standen entsprechende Gewinne der Oppositionsparteien (Sozialisten, Jan Sangh, Swatantra) gegenüber. Die Jan Sangh gewann 9,41 % der Stimmen und 35 Parlamentssitze und wurde damit drittstärkste Parlamentsfraktion (nach dem Kongress und Swatantra).
Die Wahl 1971 war dagegen eine große Enttäuschung. Unter Indira Gandhi erzielte die Kongresspartei einen triumphalen Wahlsieg und die Jan Sangh fiel auf 7,35 % Stimmenanteil und 23 Mandate zurück.
Um der dominierenden Kongresspartei wirksamer entgegentreten zu können, vereinigten sich 1974 sieben Parteien, darunter auch die Jan Sangh, zu einer neuen Partei, der Bharatiya Lok Dal (BLD, „Indische Volkspartei“). Im Bündnis mit anderen Parteien war die BLD bei der Parlamentswahl 1975 in Gujarat erfolgreich. Kurz danach wurde durch Premierministerin Indira Gandhi der Ausnahmezustand verhängt, der bis 1977 andauerte. Viele führende Politiker der Jan Sangh wurden während dieser Zeit inhaftiert, darunter Atal Bihari Vajpayee und Lal Krishna Advani. Nach Aufhebung des Ausnahmezustandes drohte ein erneuter Wahlsieg Indira Gandhis bei der angesetzten Wahl, weswegen sich die Opposition beeilte, eine möglichst große Front aus Oppositionsparteien zusammenzubringen. Durch Zusammenschluss verschiedener Oppositionsparteien, darunter die BLD, bildete sich die Janata Party, die überraschenderweise die Wahl 1977 gewann und anschließend die Regierung bildete. Ehemalige Jan-Sangh-Politiker wie Vajpayee nahmen führende Positionen in der Regierung ein. Schon bald kam es jedoch zu Spannungen innerhalb der heterogenen Janata Party, vor allem zwischen den Exponenten des sozialistischen Flügels und den ehemaligen Jan-Sangh-Parteigängern. Die ehemaligen Jan-Sangh-Politiker verließen die Regierung und später die Partei und gründeten 1980 eine neue Partei, die programmatisch und personell weitgehend zur alten Jan Sangh identisch war, sich jedoch einen neuen Namen gab – Bharatiya Janata Party (BJP).

## Wahlergebnisse

### Wahlen zu den Parlamenten der Bundesstaaten
Im Folgenden sind die Ergebnisse der Jan Sangh bei Wahlen zu den Parlamenten der Bundesstaaten und Unionsterritorien wiedergegeben. Nicht alle Unionsterritorien hatten eigene Parlamente und nicht an allen Wahlen nahm die BJS teil (Nichtteilnahme ist als ‚–‘ gekennzeichnet). Schwerpunkte der BJS waren die zwei nordindischen Hindi-sprachigen Bundesstaaten Madhya Pradesh und Uttar Pradesh, sowie Delhi. Auch in Rajasthan und Bihar war die Partei überdurchschnittlich stark. In den südindischen „dravidischen“ Staaten Madras (ab 1969 Tamil Nadu), Kerala, Andhra Pradesh, in Orissa, sowie im indischen Nordosten hatte die Partei dagegen kaum politisches Gewicht.
| Bundesstaat / Unionsterritorium | Wahlen 1957 | Wahlen 1957 | Wahlen 1957    | Wahlen 1962 | Wahlen 1962 | Wahlen 1962    | Wahlen 1967 | Wahlen 1967 | Wahlen 1967    | Wahlen 1972 | Wahlen 1972 | Wahlen 1972    |
| Bundesstaat / Unionsterritorium | Sitze       | Gewinn      | Stimmen (in %) | Sitze       | Gewinn      | Stimmen (in %) | Sitze       | Gewinn      | Stimmen (in %) | Sitze       | Gewinn      | Stimmen (in %) |
| ------------------------------- | ----------- | ----------- | -------------- | ----------- | ----------- | -------------- | ----------- | ----------- | -------------- | ----------- | ----------- | -------------- |
| Assam                           | 108         | –           | –              | 105         | 0           | 0,45           | 126         | 0           | 1,84           | 126         | 0           | 0,26           |
| Andhra Pradesh                  | 105         | 0           | 0,16           | 300         | 0           | 1,04           | 287         | 3           | 2,11           | 287         | 0           | 1,86           |
| Bihar                           | 318         | 0           | 1,23           | 318         | 3           | 2,77           | 318         | 26          | 10,42          | 301         | 25          | 11,69          |
| Bombay                          | 396         | 4           | 1,56           |             |             |                |             |             |                |             |             |                |
| Delhi                           |             |             |                |             |             |                |             |             |                | 56          | 5           | 38,47          |
| Goa                             |             |             |                |             |             |                | 30          | –           | –              | 30          | 0           | 0,36           |
| Gujarat                         |             |             |                | 154         | 0           | 1,34           | 168         | 1           | 1,88           | 168         | 3           | 9,29           |
| Haryana                         |             |             |                |             |             |                | 81          | 12          | 14,39          | 81          | 2           | 6,55           |
| Himachal Pradesh                |             |             |                |             |             |                | 60          | 7           | 13,87          | 68          | 5           | 7,75           |
| Jammu und Kashmir               |             |             |                | 75          | –           | –              | 75          | 3           | 16,45          | 75          | 3           | 9,85           |
| Mysore                          | 208         | 0           | 1,34           | 208         | 0           | 2,29           | 216         | 4           | 2,82           | 216         | 0           | 4,3            |
| Kerala                          | 126         | –           | –              | 126         | 0           | 0,07           | 133         | 0           | 0,88           | 133         | 0           | 0,6            |
| Madhya Pradesh                  | 77          | 6           | 9,9            | 288         | 41          | 16,66          | 296         | 78          | 28,28          | 296         | 48          | 28,64          |
| Madras/Tamil Nadu               | 205         | –           | –              | 206         | 0           | 0,08           | 234         | 0           | 0,15           | 234         | 0           | 0,06           |
| Maharashtra                     |             |             |                | 264         | 0           | 5,00           | 270         | 4           | 8,17           | 270         | 5           | 6,25           |
| Manipur                         |             |             |                |             |             |                | 30          | –           | –              | 60          | 0           | 0,22           |
| Nagaland                        |             |             |                | 40          | –           | –              | 40          | –           | –              | 60          | –           | –              |
| Orissa                          | 140         | –           | –              | 140         | –           | –              | 140         | 0           | 0,54           | 140         | 0           | 0,7            |
| Pondicherry                     |             |             |                | 30          | –           | –              | 30          | –           | –              | 30          | –           | –              |
| Punjab                          | 154         | 9           | 8,61           | 154         | 8           | 9,72           | 104         | 9           | 9,84           | 104         | 0           | 4,97           |
| Rajasthan                       | 176         | 6           | 5,55           | 176         | 15          | 9,15           | 184         | 22          | 11,69          | 184         | 8           | 12,2           |
| Manipur                         |             |             |                |             |             |                | 30          | –           | –              | 60          | 0           | 0,22           |
| Tripura                         |             |             |                |             |             |                | 30          | 0           | 0,35           | 60          | 0           | 0,07           |
| Westbengalen                    | 252         | 0           | 0,98           | 252         | 0           | 0,45           | 280         | 1           | 1,33           | 275         | 0           | 0,19           |

1. ↑  1960 in Kerala, 1961 in Orissa, 1964 in Nagaland und Pondicherry.
2. ↑  1969 in Nagaland und Pondicherry.
3. ↑  1970 in Kerala, 1971 in Orissa und Tamil Nadu, 1974 in Uttar Pradesh, Nagaland und Pondicherry.

### Wahlen zur Lok Sabha
Die folgende Tabelle zeigt die Wahlergebnisse (gewonnene Mandate) bei den gesamtindischen Parlamentswahlen.
| Jahr    | Wahl                       | Stimmen- anteil | Parlaments- sitze |
| ------- | -------------------------- | --------------- | ----------------- |
| 1951/52 | Wahl zur Lok Sabha 1951/52 | 3,06 %          | 3/489             |
| 1957    | Wahl zur Lok Sabha 1957    | 5,97 %          | 4/494             |
| 1962    | Wahl zur Lok Sabha 1962    | 6,44 %          | 14/494            |
| 1967    | Wahl zur Lok Sabha 1967    | 9,31 %          | 35/520            |
| 1971    | Wahl zur Lok Sabha 1971    | 7,35 %          | 22/518            |

### Karten
Die folgenden Karten zeigen die Stimmenanteile der Bharatiya Jana Sangh nach Distrikten bei den Wahlen zu den Bundesstaatsparlamenten. Bei den Karten ist zu berücksichtigen, dass nicht alle Unionsterritorien ein eigenes Parlament hatten.

1952
1957
1962
1967